# Otto Geßler
Otto Karl Gessler (Ludwigsburg, 6 febbraio 1875 – Lindenberg im Allgäu, 24 marzo 1955) è stato un politico tedesco.

## Biografia
Gessler nacque a Ludwigsburg nel Regno del Württemberg. Egli studiò legge a Erlangen, Tubinga ed a Lipsia, ricevendo quindi il dottorato nel 1900. Successivamente Gessler divenne sindaco di Ratisbona e sindaco di Norimberga. A causa della propria precaria condizione di salute non fu coinvolto nella prima guerra mondiale.
Gessler si dedicò dunque alla politica e nel 1919 fu uno dei fondatori del PDT. Dopo il Putsch Kapp assunse l'incarico di Reichswehrministerium da Gustav Noske. Come Reichswehrminister fu stretto collaboratore di Hans von Seeckt. Per l'accusa di anomalie finanziarie associate al suo ministero e collegate all'armamento segreto del Reichswehr (lo scandalo Phoebus) Gessler dovette dimettersi dai propri incarichi nel gennaio del 1928. Dal 1928 al 1933 egli fu presidente della Volksbund Deutsche Kriegsgräberfürsorge (Commissione tedesca per i cimiteri di guerra) e del Bund zur Erneuerung des Reiches. Dopo la Machtergreifung del partito nazista, egli si ritirò dalla politica nel 1933. Egli venne quindi segretamente introdotto nei piani di resistenza che miravano a rovesciare il governo di Hitler e venne quindi arrestato il 20 luglio 1944 con l'accusa di cospirazione dopo i falliti attentati ai danni del fuhrer. Venne internato in campo di concentramento ove rimase sino al termine del conflitto.
Dopo la seconda guerra mondiale, Gessler si fece promotore della Croce Rossa tedesca di cui fu consigliere dal 1950 al 1952.
Dal 1950 al 1955 Gessler fu inoltre membro del senato bavarese e l'ospedale di Lindenberg im Allgäu venne dedicato alla sua memoria dopo la sua morte in loco nel 1955.